# DePFET-Detektor
Ein DePFET-Detektor ist ein elektronisches Halbleiterbauelement und stellt einen speziellen Typ von Feldeffekttransistor dar, mit dem Licht und Teilchenstrahlung nachgewiesen werden kann. DePFET steht dabei für englisch depleted p-channel field-effect transistor, deutsch: „Feldeffekttransistor mit verarmtem p-Kanal“. Das Arbeitsprinzip wurde 1987 von J. Kemmer und G. Lutz vorhergesagt und im Jahre 1990 auch nachgewiesen.
DePFET-Detektoren kommen im Allgemeinen als Matrizen von DePFET-Zellen vor. Eine DePFET-Zelle entspricht dabei einem Pixel.

## DePFET-Zelle

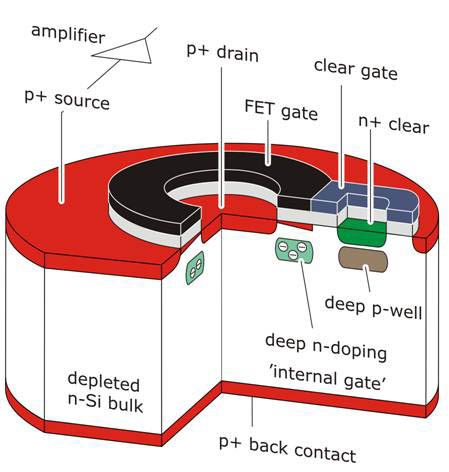
Schematische Zeichnung einer DePFET-Zelle

Im Aufbau besteht eine DePFET-Zelle aus einem vollständig verarmten Substrat (meistens Silizium) und einem in dieses Substrat eingelassenen Feldeffekttransistor. Das vollständig verarmte Substrat bildet dabei den sensitiven Bereich für die Strahlung. Der Feldeffekttransistor dient einer ersten Vorverstärkung des Signals.

### Erzeugung von Signalladung
Strahlung die auf den Detektor einfällt, erzeugt Elektron-Loch-Paare. Im Fall von elektromagnetischer Strahlung geschieht dies über den Photoeffekt. Teilchenstrahlung erzeugt über Stöße Elektron-Loch-Paare. Diese werden über das Potentialfeld der Seitwärtsverarmung getrennt. Die positiv geladenen Löcher driften hauptsächlich zum negativ geladenen Rückkontakt und werden dort absorbiert. Die Elektronen dienen der Signalerzeugung und werden daher als Signalladung bezeichnet. Die Seitwärtsverarmung schiebt die Signalladung in einen Bereich (internes Gate) über dem ein Feldeffekttransistor angebracht ist.

### Signalmessung
Über den externen Gatekontakt kann die DePFET-Zelle ein- und ausgeschaltet werden. Im eingeschalteten Zustand beeinflusst die Ladungsmenge, welche sich im internen Gate befindet, die Leitfähigkeit des Feldeffekttransistors, also den Widerstand zwischen Source- und Drainkontakt. Daher kann über eine Messung dieser Leitfähigkeit auf die Anzahl der Elektronen und damit auf die Energie der einfallenden Strahlung zurück geschlossen werden. Somit hat ein DePFET-Detektor nicht nur abbildende, sondern auch spektroskopische Eigenschaften.
Beispiel: In Silizium benötigt man eine Energie von circa 3,6 eV, um ein Elektron-Loch-Paar zu erzeugen. Röntgenlicht mit einer Energie von 7200 eV kann bei vollständiger Absorption 2000 Elektron-Loch-Paare erzeugen. Ein DePFET-Detektor hat einen typischen Verstärkungsfaktor von 300 Pikoampere pro Elektron im internen Gate. Der resultierende Stromfluss beträgt somit 600 Nanoampere.
Durch die intrinsische Vorverstärkung besitzt eine DePFET-Zelle eine sehr geringe Eingangskapazität. Dadurch kann ein Rauschverhalten erreicht werden, welches nur noch durch das Fano-Rauschen begrenzt wird. Die indirekte Messung der Signalladung ermöglicht ein Auslesen der Zelle, ohne dass die Signalladung gelöscht wird. Dies ermöglicht ein wiederholtes Auslesen, was wiederum die statistischen Schwankungen verringert.

### Löschvorgang
Mit einem zusätzlichen Feldeffekttransistor (engl. clear FET) können die Signalladungen aus dem internen Gate „abgesaugt“ werden und die DePFET-Zelle ist bereit erneut Strahlung zu detektieren. Der Clear-Kontakt wird dazu stark positiv geladen. Die Verbindung zwischen internem Gate und Clear-Kontakt wird dabei durch einen weiteren Steuerkontakt (Cleargate, engl. clear gate) geregelt.

## DePFET-Matrix

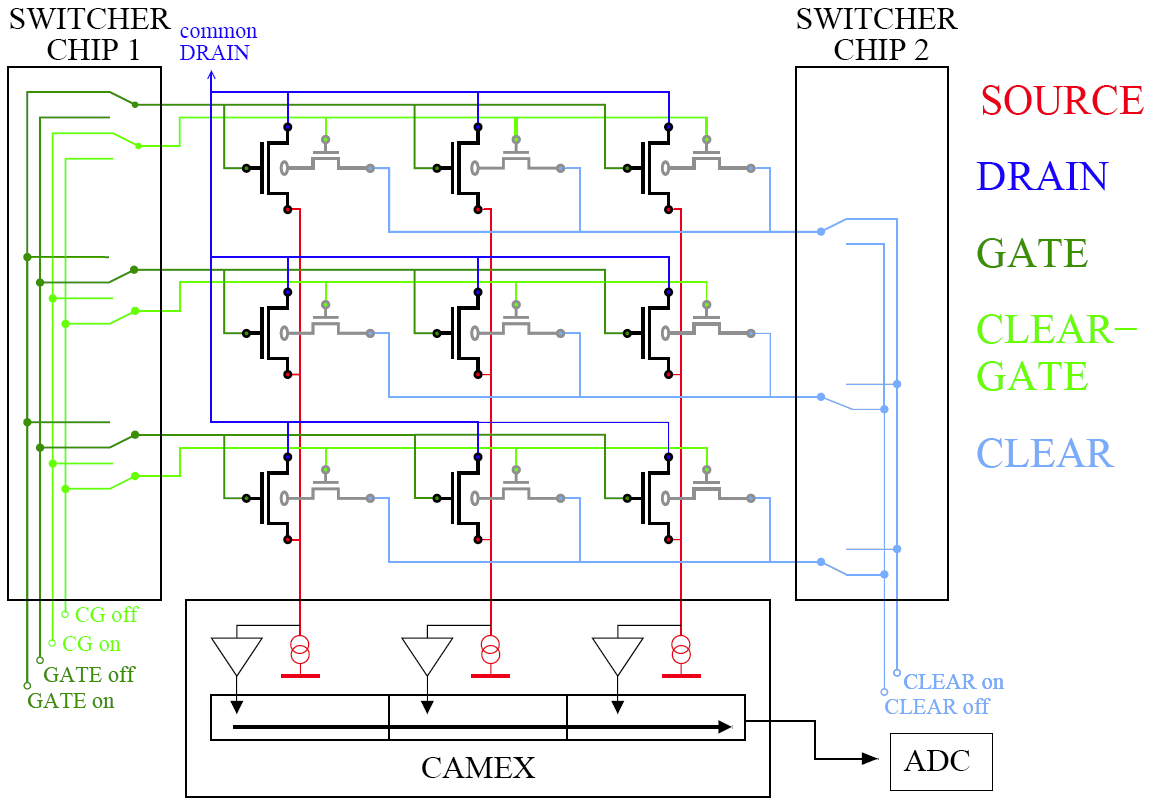
Schematische Anordnung einer 3×3-DePFET-Matrix mit Auslese und Steuerchips

### Aufbau
Um mehrere DePFET-Zellen zu einer Matrix zu verschalten, werden alle Gate-, Cleargate- und Clearkontakte jeweils zeilenweise miteinander verbunden. Die Source- und Drainkontakte werden jeweils spaltenweise miteinander verbunden. Es gelten folgende Funktionsweisen:
- Gate: erst nachdem das externe Gate eingeschaltet ist, lässt sich ein Stromfluss zwischen Source und Drain messen. Über den Gatekontakt können somit einzelne Zeilen einer Matrix „aktiviert“ werden.
- Cleargate: Das Cleargate erzeugt eine Verbindung zwischen dem internen Gate und dem Clearkontakt.
- Clear: Abflusskontakt der Signalladung.
- Source: Stromquelle des FETs.
- Drain: Stromsenke des FETs.

### Auslesezyklus
Nachdem eine Zeile der Matrix über den Gatekontakt ausgewählt wurde, können alle Zellen dieser Zeile ausgelesen werden. Alle anderen Zellen sind in diesem Moment ausgeschaltet und es kann kein Strom zwischen Source und Drain fließen. Die aktivierte Zeile kann je nach Bauart entweder über den Source- oder über den Drainkontakt ausgelesen werden. Danach werden über den Cleargate- und Clearkontakt die Signalladungen von allen Pixeln dieser Zeile gelöscht. Eine zweite Messung, nun mit leerem internen Gate, dient als Referenzmessung. Die Differenz beider Signale entspricht dem eigentlichen Signal. Nach Auswahl der nächsten Zeile beginnt der Zyklus von vorne.

## Vergleich zum CCD
Das Auslesen eines CCD-Detektors erfolgt ähnlich einer Eimerkette. Die Signalladung eines Pixels wird solange zu den Nachbarpixeln verschoben, bis sie den Ausleseknoten erreicht. Bei diesem Ladungstransport gehen immer auch Signalladungen, und somit auch ein Teil des Signals, verloren. Zudem können Effekte wie Blooming oder Smear auftreten. Im Gegensatz dazu erfolgt bei einem DePFET-Detektor das Auslesen eines Pixels direkt an dem entsprechenden Pixel. Ein Verschieben der Signalladung ist nicht notwendig. Dies ermöglicht ein schnelles verlust- und fehlerfreies Auslesen.

## Einsatzbereiche von DePFETs
Derzeit werden DePFET-Detektoren hauptsächlich innerhalb von Teilchenbeschleunigern und im Bereich der Röntgenastronomie vorgesehen. Beispiele hierfür sind: European XFEL, Belle II, ILC, Athena. In handelsüblichen Kameras sind DePFET-Detektoren derzeit noch nicht zu finden (Stand August 2010).